# Pico Negro (Lajes das Flores)
O Pico Negro é uma elevação portuguesa localizada no concelho de Lajes das Flores, ilha das Flores, arquipélago dos Açores.
Este acidente geológico tem o seu ponto mais elevado a 476 metros de altitude acima do nível do mar e encontra-se nas próximidades do Pico do Laurenzo e da Fajã de Lopo Vaz.